# Urząd Bezpieczeństwa Ustaszy
Urząd Bezpieczeństwa Ustaszy (chor. Ustaška Nadzorna Služba, UNS) – instytucja sił bezpieczeństwa ustaszy w Niepodległym Państwie Chorwackim (NDH) podczas II wojny światowej
Urząd został utworzony 16 sierpnia 1941 r. na bazie dotychczas istniejących Służby Wywiadu Ustaszy i Administracji Obozów Koncentracyjnych. Podlegał bezpośrednio Komendzie Głównej Ustaszy. Do jego zadań należało pełnienie funkcji wywiadowczych i kontrwywiadowczych oraz policji politycznej. Na jego czele znajdowała się Centrala UNS podzielona na 4 Biura:
- I Biuro – policja ustaszowska (ustaško redarstvo), zwalczająca komunistów, Żydów i Serbów,
- II Biuro – Służba Bezpieczeństwa Ustaszy (Ustaška obavještajna služba),
- III Biuro – Obrona Ustaszy (Ustaška obrana), formacja paramilitarna organizująca obozy koncentracyjne,
- IV Biuro – Departament osobowy (Osobni odjsek).

Urząd dzielił się na 3 Sekcje:
- I Sekcja – Policja Bezpieczeństwa (Zaštitno Redarstvo). Początkowo jej funkcje pełniła policja ustaszowska, ale 14 sierpnia 1941 r. przeorganizowano ją w policję bezpieczeństwa. Była ona odpowiednikiem hitlerowskiej Sipo, która wchodziła w skład SS. Jej szefami byli: Mirko Vutuč (do lutego 1942 r.), Tomo Vukosav (do maja 1942 r.), Vjekoslav Paver (do 21 stycznia 1943 r.).
  - Departament Personalny – sprawy osobowe,
  - Departament Bezpieczeństwa Publicznego – zwalczanie wrogów politycznych państwa,
  - Departament Komunizmu – zwalczanie komunistycznego ruchu oporu,
  - Policja Bezpieczeństwa Miasta Zagrzeb i Dystryktu Progorje
  - Departament Polityczny – zwalczanie komunistycznych organizacji i wrogów politycznych NDH,
  - Departament Kordonu Bezpieczeństwa Tuškanač – odpowiedzialny za kontrolę wszystkich mieszkańców Zagrzebia mieszkających w rządowej dzielnicy miasta Tuškanač,
  - Departament Śledczy – prowadzenie śledztw i sprawy czystości rasowej,
  - Policja bezpieczeństwa miasta Sarajewo i Dystryktu Vrhbosna,
  - Policja Bezpieczeństwa miasta Banja Luka oraz Dystryktów Sana i Luka.
- II Sekcja – Służba Bezpieczeństwa. Zajmowała się wywiadem i kontrwywiadem. Była największym i najważniejszym komponentem UNS. Posiadała swoje biura wywiadowcze w 9 dystryktach NDH (siedziby w miastach Varaždin, Sarajewo, Banja Luka, Tuzla, Bihać, Zemun, Osijek, Karlovac, Gospić), choć pierwotnie miały one istnieć w każdym. Na jej czele stali: Vladimir Singer (do 14 września 1941 r.), Ivan Šaban, Viktor Tomić, Herman Togonal.
  - Departament I – zbieranie danych wywiadowczych o aktywności Włochów w NDH, włoskiej penetracji wywiadowczej i kontrwywiadowczej, przesłuchiwanie Chorwatów, którzy przebywali we Włoszech, kontrola korespondencji do i z Włoch, monitorowanie włoskich publikacji i transmisji radiowych,
  - Departament II – działalność wywiadowcza skierowana przeciwko tajnym służbom aliantów, międzynarodowej masonerii, opozycyjnej Chorwackiej Partii Chłopskiej, emigracji chorwackiej,
  - Department III – działalność wywiadowcza skierowana przeciwko Serbom zamieszkującym NDH i inne kraje, ale szczególnie czetnikom,
  - Department IV – działalność wywiadowcza skierowana przeciwko organizacjom komunistycznym (największy departament), dysponował własnym więzieniem w Zagrzebiu, zwanym Sing-Sing,
  - Department V – działalność wywiadowcza skierowana przeciwko muzułmanom i mniejszości tureckiej w NDH,
  - Department VI – działalność wywiadowcza skierowana przeciwko Żydom, pół-Żydom i innym osobom mającym przynajmniej częściowo żydowskie pochodzenie,
  - Department VII – działalność wywiadowcza skierowana przeciwko wrogom wewnętrznym wśród ustaszy,
  - Department VIII – działalność wywiadowcza skierowana przeciwko wrogom państwa i osobom podejrzanym o to oraz wrogom wewnętrznym w aparacie państwowym NDH,
  - Department IX – działalność wywiadowcza skierowana przeciwko osobom głoszącym hasła wolnościowe i demokratyczne, szczególnie wśród elitarnych zawodów,
  - Department X – działalność wywiadowcza skierowana przeciwko Niemcom przebywającym w NDH, Volksdeutschom, zwalczanie niemieckiej penetracji wywiadowczej i kontrwywiadowczej,
  - Department XI – działalność wywiadowcza skierowana przeciwko mniejszości węgierskiej w NDH, zwalczanie węgierskiej penetracji wywiadowczej i kontrwywiadowczej,
  - Department XII – działalność wywiadowcza skierowana przeciwko Słoweńcom w NDH i innych krajach,
  - Department XIII – działalność wywiadowcza skierowana przeciwko osobom przeciwdziałającym dobrym stosunkom władz NDH ze Stolicą Apostolską i klerem katolickim,
  - Department XIV – monitorowanie pasy, radio i innych mediów,
  - Department XV – działalność kontrwywiadowcza chorwackich sił zbrojnych.
- III Sekcja. Odpowiadała za system obozów koncentracyjnych na terytorium NDH (w miejscowościach Slano na wyspie Pag, Jadovno, Kruščica, Jasenovac i Stara Gradiška). Jej pierwszym szefem  był Mijo Babić, zabity 3 lipca 1941 r. w Hercegowinie. Potem odpowiedzialność za jej działalność przejął płk Vjekoslav Luburić (do września 1942 r.). Ostatnim szefem był Iviča Matković.
- IV Sekcja – Personalna. Zajmowała się sprawami osobowymi UNS. Na jej czele stali: Ante Štitić, Božidar Krainz.
- V Sekcja – Służba Bezpieczeństwa. Utworzona w listopadzie 1941 r. Miała ok. 100 tajnych agentów, którzy byli niezależni od innych służb specjalnych NDH. Pełniła także zadania osobistej służby bezpieczeństwa Ante Pavelicia. W jej składzie istniała sekcja zmotoryzowana, która eskortowała poglavnika wszędzie, gdzie się udawał.

Urząd przechodził kilkakrotne reorganizacje, a ostateczna jego struktura i zadania zostały wypracowane 20 kwietnia 1942 r. Na jego czele stała Komenda Główna UNS; jej szefem był: Dido Kvaternik (do października 1942 r.), Drago Jilek (do grudnia 1942 r.), Filip Crvenković (do 21 stycznia 1943 r.). Szef Komendy Głównej UNS był bezpośrednio podległy poglavnikowi Ante Paveliciowi. W jej skład wchodziły następujące komórki organizacyjne:
- Biuro Adiutanta Szefa – nadzór i zapewnienie współdziałania wszystkich sztabowych komórek Komendy Głównej UNS,
- Biuro Inspektora Generalnego – kontrola personelu policyjnego w dystryktach i miastach; funkcję tę pełnił gen. Ivo Herenčić,
- Oddział Personalny – sprawy osobowe funkcjonariuszy UNS,
- Oddział Logistyczny – zarządzanie mieniem UNS i zapewnianie materiałów,
- Oddział Administracji Politycznej – faktycznie jego zadania wykonywały inne komórki,
- Oddział Księgowy – sprawy finansowo-księgowe UNS
- Oddział Techniczny – zadania kryptograficzne, cenzorskie i komunikacyjne,
- Oddział VI – wydzielił się w styczniu 1943 r. z komórek podległych wcześniej Oddziałowi Technicznemu

UNS został zlikwidowany 21 stycznia 1943 r. Większość jego zadań przejął nowy urząd wywiadowczy pod nazwą Ustaška nadzorna služba, UNS i Ravnateljstvo za javni red i sigurnost (RAVSIGUR), który podlegał ministerstwu spraw wewnętrznych. Jedynie III Sekcja UNS odpowiadająca za system obozów koncentracyjnych przeszła do Glavno ravnateljstvo za javni red i sigurnost (GLAVSIGUR), zaś IV Sekcja (Personalna) – do PTS (Poglavnikov tjelesna sdrug).